# El Calvario (San Roque)
El Calvario es una urbanización y barrio de la ciudad de San Roque (Cádiz), España.
Está situado al sur del casco urbano, delimitado por la Alameda de Alfonso XI, el colegio Santa María la Coronada y el Parque del Toril. La urbanización El Calvario está compuesta por cuatro bloques de pisos.

## Comunicaciones
Su eje vertebrador es la calle Velázquez, que va desde la plaza de toros hasta su encuentro con la calle Batallón Cazadores de Tarifa, coincidente con la parada de autobús de El Calvario y el acceso al polideportivo municipal.

### Parada de autobús
La parada de autobús de El Calvario está situada en la calle Velázquez, junto al acceso peatonal al Polideportivo mediante unas escaleras. Todas las líneas de autobuses interurbanos procedentes de la Alameda de Alfonso XI hacen su siguiente parada en El Calvario.

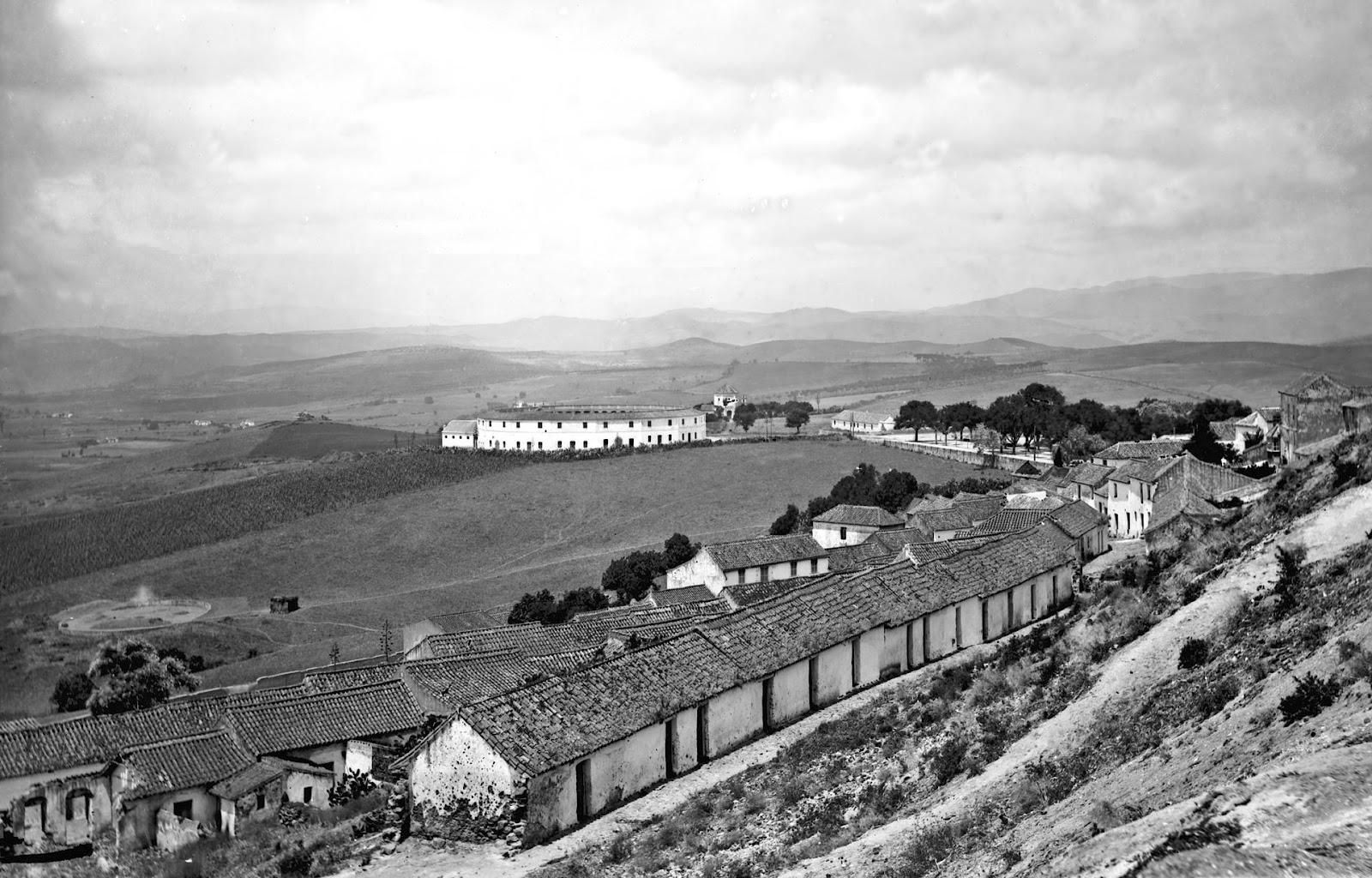
Fotografía de la segunda mitad del siglo XIX, con la plaza de toros al fondo. El Calvario se edificó en la llanura del centro de la imagen.

| Líneas de autobús con parada en El Calvario | Líneas de autobús con parada en El Calvario | Líneas de autobús con parada en El Calvario |
| Línea                                       | Trayecto                                    | Empresa                                     |
| ------------------------------------------- | ------------------------------------------- | ------------------------------------------- |
| M-121                                       | Los Barrios-La Línea                        | Comes                                       |
| M-130                                       | San Roque-Algeciras                         | Esteban                                     |
| M-230                                       | San Roque-La Línea                          | Comes y Portillo                            |
| M-240                                       | Estepona-La Línea                           | Portillo                                    |
| M-272                                       | San Pablo de Buceite-La Línea por Hospital  | Comes                                       |
| Autobuses urbanos                           |                                             |                                             |
| 1                                           | San Roque Centro-Pueblo Nuevo de Guadiaro   | Socibus                                     |
| 3                                           | Circular San Roque Centro                   | Socibus                                     |